# Meridiano 96 oeste
El meridiano 96 oeste de Greenwich es una línea de longitud que se extiende desde el Polo Norte atravesando el Océano Ártico, América del Norte, el Golfo de México, el Océano Pacífico, el Océano Antártico y la Antártida hasta el Polo Sur.
El meridiano 96 oeste forma un gran círculo con el meridiano 84 este.
Comenzando en el Polo Norte y dirigiéndose hacia el Polo Sur, el meridiano 96 oeste pasa a través de:
| Coordenadas                       | País, territorio o mar | Notas |
| --------------------------------- | ---------------------- | --- |
| 90°0′N 96°0′O / 90.000, -96.000   | Océano Ártico          | |
| 80°41′N 96°0′O / 80.683, -96.000  | Canadá                 | Nunavut - Axel Heiberg Island |
| 79°41′N 96°0′O / 79.683, -96.000  | Massey Sound           | |
| 78°28′N 96°0′O / 78.467, -96.000  | Canadá                 | Nunavut - Bjarnason Island y Amund Ringnes Island |
| 77°53′N 96°0′O / 77.883, -96.000  | Hendriksen Strait      | |
| 77°44′N 96°0′O / 77.733, -96.000  | Canadá                 | Nunavut - Cornwall Island |
| 77°29′N 96°0′O / 77.483, -96.000  | Belcher Channel        | |
| 77°3′N 96°0′O / 77.050, -96.000   | Canadá                 | Nunavut - Devon Island |
| 76°26′N 96°0′O / 76.433, -96.000  | Queens Channel         | |
| 75°36′N 96°0′O / 75.600, -96.000  | Canadá                 | Nunavut - Little Cornwallis Island y Cornwallis Island |
| 74°53′N 96°0′O / 74.883, -96.000  | Canal de Parry         | |
| 73°55′N 96°0′O / 73.917, -96.000  | Peel Sound             | Pasa entre Isla del Príncipe de Gales (Nunavut) y Somerset Island, Nunavut, Canadá                                                                          |
| 71°26′N 96°0′O / 71.433, -96.000  | Canadá                 | Nunavut - Boothia Peninsula (mainland) |
| 69°49′N 96°0′O / 69.817, -96.000  | James Ross Strait      | |
| 69°35′N 96°0′O / 69.583, -96.000  | Wellington Strait      | Pasa entre the Tennent Islands y Matty Island, Nunavut, Canadá                                                                                              |
| 69°21′N 96°0′O / 69.350, -96.000  | Rae Strait             | |
| 69°14′N 96°0′O / 69.233, -96.000  | Canadá                 | Nunavut - King William Island |
| 68°36′N 96°0′O / 68.600, -96.000  | Simpson Strait         | |
| 68°15′N 96°0′O / 68.250, -96.000  | Canadá                 | Nunavut - McCrary Isthmus (mainland) |
| 68°12′N 96°0′O / 68.200, -96.000  | Chantrey Inlet         | |
| 67°50′N 96°0′O / 67.833, -96.000  | Canadá                 | Nunavut - Montreal Island |
| 67°49′N 96°0′O / 67.817, -96.000  | Chantrey Inlet         | |
| 67°15′N 96°0′O / 67.250, -96.000  | Canadá                 | Nunavut - mainland Manitoba |
| 49°0′N 96°0′O / 49.000, -96.000   | Estados Unidos         | Minnesota Iowa Nebraska - for about 4 km in the DeSoto National Wildlife Refuge Iowa - for about 4 km Nebraska - passes through Omaha Kansas Oklahoma Texas |
| 28°35′N 96°0′O / 28.583, -96.000  | Golfo de México        | |
| 19°2′N 96°0′O / 19.033, -96.000   | México                 | Veracruz Oaxaca |
| 15°47′N 96°0′O / 15.783, -96.000  | Océano Pacífico        | |
| 60°0′S 96°0′O / -60.000, -96.000  | Océano Antártico       | |
| 71°56′S 96°0′O / -71.933, -96.000 | Antártida              | Territorio no reclamado |